# 國立仁愛高級農業職業學校
國立仁愛高級農業職業學校（National Ren-ai Agricultural Vocational Senior High School），簡稱仁愛高農，是台灣一所技術型高級中等學校。位於海拔1150公尺，是台灣高校中海拔最高的一所。創校於1932年。仁愛高農為原住民重點學校，對於台灣原住民的教育佔有極重大的地位。
該校兼辦南投縣自然史教育館，以傳承原住民文化為使命，同時肩負推廣科學教育之任務。

## 沿革

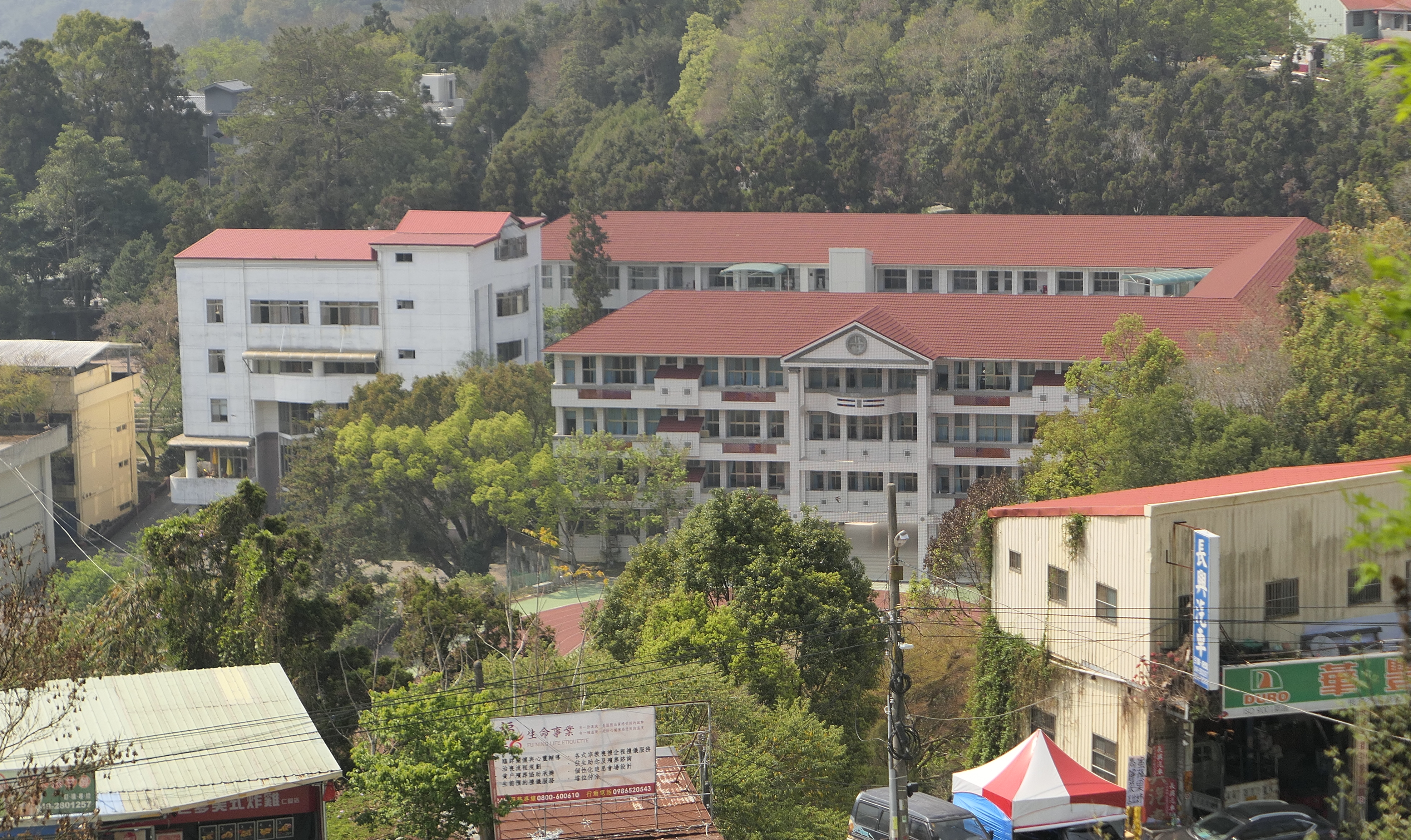
仁愛高農校園（從霧社德龍宮拍攝）

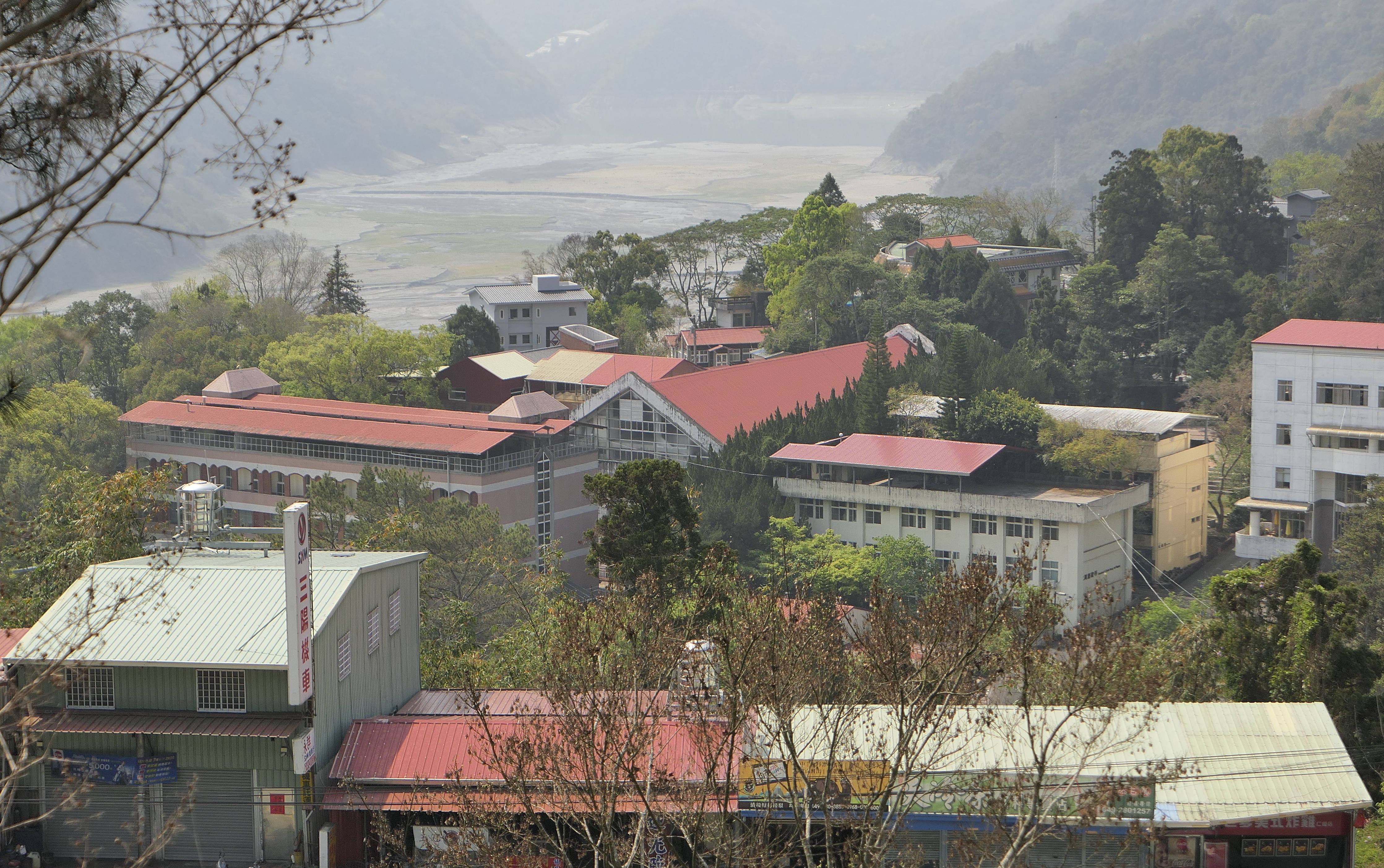
仁愛高農校園（從霧社德龍宮拍攝）

- 創立於昭和7年12月20日，原名『臺中州霧社農業講習所』。
- 二戰後，改名為『臺中山地職業補習學校』。
- 民國39年奉令改名為『南投縣立山地短期農業補習學校』。
- 民國42年增設山地婦女養蠶、縫紉班。民國46年改名為『南投縣立山地初級農業職業學校』。
- 民國50年改名為『南投縣立山地農業職業學校』。
- 民國57年奉令更名為『臺灣省立南投山地高級農業職業學校』。
- 民國60年增設普通師範班。民國61年改名為『臺灣省立仁愛高級農業職業學校』，分設農藝、園藝、森林、農村家事等四科，普通師範班停辦。
- 民國63年農藝科、園藝科合併為農業經營科。民國65年恢復園藝科。
- 民國68年農業經營科改為農場經營科。
- 民國73年又增設農業土木科。
- 民國89年2月改制為『國立仁愛高級農業職業學校』。
- 民國89年8月，農村家事科改為家政科，農業土木科改為土木科。
- 民國91年8月實用技能班旅遊事務科調整為正式編制觀光事業科。
- 民國102年9月，土木科改為空間測繪科
- 民國109年8月增設實用技能學程-茶葉技術科(每三年招生一班)
- 目前設有農場經營科、園藝科、森林科、家政科、空間測繪科、觀光事業科及茶葉技術科。

## 校訓
勤耕力學

## 教學單位
- 農場經營科
- 園藝科
- 森林科
- 家政科
- 空間測繪科
- 觀光事業科
- 茶葉技術科

## 外部連結
- 國立仁愛高級農業職業學校（页面存档备份，存于）
- 南投縣自然史教育館（页面存档备份，存于）
- 仁愛高農教師會網站（页面存档备份，存于）
- 仁愛高農校友會網站（页面存档备份，存于）